# Новоякшеево
Новоякшеево (баш. Яңы Яҡшый) — деревня в Балтачевском районе Башкортостана, относится к Нижнесикиязовскому сельсовету.

## Географическое положение
Расстояние до:
- районного центра (Старобалтачёво): 20 км,
- центра сельсовета (Нижнесикиязово): 3 км,
- ближайшей ж/д станции (Куеда): 55 км.

## Население
| 2002 | 2009 | 2010 |
| ---- | ---- | ---- |
| 50   | ↘34  | ↗40  |

Национальный состав
Согласно переписи 2002 года, преобладающая национальность — башкиры (82 %).

## Инфраструктура
Оздоровительно-воспитательный лагерь «Золотой колос».